# 法務副大臣
法務副大臣（ほうむふくだいじん、英: State Minister of Justice）とは、日本の法務省を担当する副大臣である。

## 概説
中央省庁等改革基本法に基づく中央省庁再編にともない、2001年1月6日に設置された。同日付で第2次森改造内閣（中央省庁再編後）が発足し、衆議院議員の長勢甚遠が任命された。
法務大臣からの命を受け、政策や企画の立案、政務の処理などを担当する。国家行政組織法に基づき、定数は1名で運用されている。

## 歴代副大臣
| 法務副大臣     | 法務副大臣                  | 法務副大臣     | 法務副大臣     | 法務副大臣     |
| 内閣           | 内閣                        | 氏名           | 就任日         | 退任日         |
| -------------- | --------------------------- | -------------- | -------------- | -------------- |
| 第2次森内閣    | 改造内閣 （中央省庁再編後） | 長勢甚遠       | 2001年1月6日   | 2001年4月26日  |
| 第1次小泉内閣  | 第1次小泉内閣               | 横内正明       | 2001年5月1日   | 2002年9月30日  |
|                | 第1次改造内閣               | 増田敏男       | 2002年10月2日  | 2003年9月22日  |
|                | 第2次改造内閣               | 星野行男       | 2003年9月25日  | 2003年11月19日 |
| 第2次小泉内閣  | 第2次小泉内閣               | 実川幸夫       | 2003年11月20日 | 2004年9月27日  |
|                | 改造内閣                    | 滝実           | 2004年9月29日  | 2005年7月5日   |
| 第3次小泉内閣  | 第3次小泉内閣               | 富田茂之       | 2005年9月22日  | 2005年10月31日 |
|                | 改造内閣                    | 河野太郎       | 2005年11月2日  | 2006年9月26日  |
| 第1次安倍内閣  | 第1次安倍内閣               | 水野賢一       | 2006年9月27日  | 2007年8月27日  |
|                | 改造内閣                    | 河井克行       | 2007年8月29日  | 2007年9月26日  |
| 福田康夫内閣   | 福田康夫内閣                | 河井克行       | 2007年9月27日  | 2008年8月2日   |
|                | 改造内閣                    | 佐藤剛男       | 2008年8月5日   | 2008年9月24日  |
| 麻生内閣       | 麻生内閣                    | 佐藤剛男       | 2008年9月29日  | 2009年9月16日  |
| 鳩山由紀夫内閣 | 鳩山由紀夫内閣              | 加藤公一       | 2009年9月18日  | 2010年6月8日   |
| 菅直人内閣     | 菅直人内閣                  | 加藤公一       | 2010年6月9日   | 2010年9月17日  |
|                | 第1次改造内閣               | 小川敏夫       | 2010年9月21日  | 2011年1月14日  |
|                | 第2次改造内閣               | 小川敏夫       | 2011年1月18日  | 2011年9月2日   |
| 野田内閣       | 野田内閣                    | 滝実           | 2011年9月5日   | 2012年1月13日  |
|                | 第1次改造内閣               | 滝実           | 2012年1月13日  | 2012年6月4日   |
|                | 第2次改造内閣               | 谷博之         | 2012年6月4日   | 2012年10月1日  |
|                | 第3次改造内閣               | 山花郁夫       | 2012年10月2日  | 2012年12月26日 |
| 第2次安倍内閣  | 第2次安倍内閣               | 後藤茂之       | 2012年12月27日 | 2013年9月30日  |
| 第2次安倍内閣  | 第2次安倍内閣               | 奥野信亮       | 2013年9月30日  | 2014年9月3日   |
|                | 改造内閣                    | 葉梨康弘       | 2014年[9月4日  | 2014年12月24日 |
| 第3次安倍内閣  | 第3次安倍内閣               | 葉梨康弘       | 2014年12月25日 | 2015年10月9日  |
|                | 第1次改造内閣               | 盛山正仁       | 2015年10月9日  | 2016年8月5日   |
|                | 第2次改造内閣               | 盛山正仁       | 2016年8月5日   | 2017年8月7日   |
|                | 第3次改造内閣               | 葉梨康弘       | 2017年8月7日   | 2017年11月2日  |
| 第4次安倍内閣  | 第4次安倍内閣               | 葉梨康弘       | 2017年11月2日  | 2018年10月4日  |
|                | 改造内閣                    | 平口洋         | 2018年10月4日  | 2019年9月13日  |
|                | 再改造内閣                  | 義家弘介       | 2019年9月13日  | 2020年9月18日  |
| 菅義偉内閣     | 菅義偉内閣                  | 田所嘉徳       | 2020年9月13日  | 2021年10月6日  |
| 第1次岸田内閣  | 第1次岸田内閣               | 津島淳         | 2021年10月6日  | 2021年11月11日 |
| 第2次岸田内閣  | 第2次岸田内閣               | 津島淳         | 2021年11月11日 | 2022年8月12日  |
|                | 第1次改造内閣               | 門山宏哲       | 2022年8月12日  | 2023年9月15日  |
| 第2次改造内閣  | 柿沢未途                    | 2023年9月15日  | 2023年10月31日 |                |
| 第2次改造内閣  | 門山宏哲                    | 2023年10月31日 | 2024年10月3日  |                |
| 第1次石破内閣  | 第1次石破内閣               | 2024年10月3日  | 2024年11月13日 |                |
| 第2次石破内閣  | 第2次石破内閣               | 高村正大       | 2024年11月13日 | 現職           |

- 副大臣は同一の職に複数名を任命することがあるため、通常は代数の表記は行わない。現時点まで法務副大臣は定数1名で運用されているが、他の副大臣の慣例にあわせ、本表では代数の欄は設けない。
- 党派の欄は、就任時の所属政党を記載した。